# روبرتا (جورجیا)
روبرتا، جورجیا (به انگلیسی: Roberta, Georgia) یک شهر در ایالات متحده آمریکا با جمعیت ۸۰۸ نفر است که در جورجیا واقع شده‌است.

## موقعیت جغرافیایی
موقعیت جغرافیایی شهرها و مناطق اطراف به شرح زیر است: